# 中意小区
中意小区（又名忠义新村）位于中華人民共和國上海市长宁区延安西路1503弄，原是难民安置房，起建于1947年，1948年1月落成，共16幢，砖木结构，占地面积6266平方米，建筑面积6960平方米。忠义名来自义卖房屋得来建房款。